# Bătălia de la Vaslui
Bătălia de la Vaslui, menționată uneori drept Bătălia de la Podul Înalt, a avut loc în data de 10 ianuarie 1475 lângă orașul Vaslui, între armatele aliate creștine moldo-maghiaro-polone sub comanda lui Ștefan cel Mare și oastea otomano-munteană sub conducerea lui Hadâm Suleiman Pașa.
În ciuda diferenței mari de forțe, turcii au suferit o înfrângere zdrobitoare, pierzând (după spusele unor cronicari) aproape toată armata. Este considerată una dintre cele mai mari înfrângeri din istoria islamului în fața unei armate creștine, Ștefan cel Mare fiind numit „eroul creștinătății”.

## Context
În decembrie 1473 a avut loc o campanie otomană în Țara Românească și sudul Moldovei. Radu cel Frumos, în fruntea unei armate de 17.000 de turci și 12.000 de munteni, l-a înlăturat pe Laiotă Basarab de pe tronul Țării Românești (23 decembrie), după care a pătruns în Moldova, jefuind și prădând până la Bârlad.
Cu sprijin de la Ștefan, Laiotă a pătruns în martie 1474 în Țara Românească unde, după înlăturarea lui Radu cel Frumos, a reluat scaunul domnesc. În octombrie 1474 Laiotă a trecut de partea otomană, ceea ce a dus la o campanie fără succes a lui Ștefan în Țara Românească.
În 29 septembrie 1474 Ștefan cel Mare, care în urma Bătăliei de la Baia era în relații reci cu regele Matia Corvin al Ungariei, s-a adresat papei Sixtus al IV-lea în vederea organizării de către acesta a unei coaliții creștine antiotomane.
Aflând de planurile lui Mehmed al II-lea, Ștefan cel Mare trece din nou în Țara Românească, unde îl înscăunează pe Laiotă Basarab, Radu cel Frumos pierind în luptele care se dau cu acest prilej. Așteptându-se la o viitoare reacție din partea sultanului, Ștefan ia legătura cu principele polonez și cu Matia Corvin, regele Ungariei pentru ajutor armat. Luptele din Albania au durat până în toamnă, iar atunci când nimeni nu se mai aștepta la o campanie militară, având în vedere apropierea iernii, Suleiman Pașa primește poruncă de a trece în Țara Românească pentru a-l înlătura pe  Laiotă Basarab, iar apoi de a porni neîntârziat împotriva ghiaurului Ștefan și apoi să treacă prin foc și sabie Vilaietul Bogdania, precum era numită de turci pe atunci Moldova. Laiotă, pentru a-și păstra tronul, se supune turcilor. Ștefan, în înțelegere cu transilvănenii, îl alungă pe trădător și îl înscăunează pe Basarab cel Tânăr, numit și Țepeluș. Acesta însă este alungat de Suleiman Pașa, care-l reînscăunează pe Laiotă.

Armata otomană, care aduna 100.000 de turci și tătari, alături de 17.000 de munteni din Țara Românească (după Cronica moldo-polonă, alte surse indicând un total de 60.000 - 120.000 de oameni), soldați bine pregătiți și înarmați, setoși de sânge și de averi, continuă înaintarea până la hotarele Moldovei. După cum spunea Nicolae Iorga, 
„în zările albe ale miezului iernii înaintau mulțimile negre, zecile de mii de dușmani, ieniceri, spahii și gloată, ca lupii flămânzi.”
O armată impresionantă, o oaste uriașă pentru a supune Moldova și pe domnul său.
Ștefan cel Mare trimite soli la Cazimir - Principele Poloniei și lui Matia Corvin, regele Ungariei, cu care era în relații proaste, ca urmare a Bătăliei de la Baia, cerându-le să-i vină în ajutor și să intervină pe lângă alți principi creștini pentru a i se alătura. Aflat în pragul iernii, din tabăra sa de la Vaslui, domnitorul Moldovei trimite o scrisoare Papei, în care arată că a dus tratative cu venețienii și îi cerea ca să-i îndemne pe alți principi ca să se pregătească împotriva Otomanului și puterii înspăimântătoare a acestuia, Moldova fiind gata întru totul, cu tot sufletul și cu toată puterea pe care ne-a dat-o Dumnezeu, să luptăm pentru creștinătate, cu toate forțele noastre. Totuși nimeni nu a trimis ajutor, nici în bani și nici în oameni, cu excepția a aproximativ 5.000 de secui, 1.800 de unguri (de la Matia Corvin, sub comanda lui Blasius Magyar) și 2.000 poloni (trimiși de Cazimir sub conducerea lui Buciațchii). În Cronica Lituaniană se scrie și de prezența alături de Ștefan a 10.000 de lituanieni, dar este posibil ca cronicarul să-i fi asimilat pe aliații lui Ștefan ca lituanieni, deoarece alți cronicari nu amintesc de ei.

## Desfășurarea bătăliei
Oastea Moldovei și puținele ajutoare care au sosit au ridicat taberele la Vaslui, alături de domn fiind comasați cca. 40.000 de luptători moldoveni, la care s-au adăugat cei 8.800 de oameni veniți în ajutor și beneficiind de cca. 20 de tunuri. Raportul de trupe era mult în favoarea otomanilor, astfel că Ștefan a adoptat o tactică de hărțuire și înfometare iar planurile de luptă a domnitorului foloseau toate avantajele terenului. El a dat poruncă să fie părăsite toate așezările omenești care puteau nimeri în calea dușmanilor, să fie tăinuite proviziile.
Ștefan a repezit în calea dușmanului călărime care să supravegheze deplasarea oștii otomane, să o hărțuiască și să nu îngăduie cetelor prădalnice să se desprindă de grosul oștirii ca să meargă după hrană și să jefuiască. Locul ales pentru bătălie se afla în preajma târgului Vaslui, pe valea Bârladului, la vărsarea râului Racova, într-o zonă mlăștinoasă prinsă între păduri, care îngreuna desfășurarea forțelor dușmane și manevrările de armată. Există discuții în continuare în privința plasării acestui loc, considerat de cei mai mulți ca plasat în zona actualei comune Băcăoani în sudul orașului Vaslui, loc care a căpătat numele de Podul Înalt după conformația locului, iar celebra bătălie a rămas în istorie ca Bătălia de la Podul Înalt. O altă ipoteză plasează locul bătăliei pe raza actualei localități Ștefan cel Mare, în nordul actualului oraș Vaslui, bazându-se pe interpretarea unor documente.

Harta desfășurării bătăliei de la Podul Înalt

În dimineața zilei de 10 ianuarie 1475, oastea otomană înainta pe valea Bârladului pe o ceață care nu îngăduia să se vadă la mai mult de câțiva pași. Era moină  și zăpada începuse să se topească, încât toată lunca Bârladului era plină de băltoace. Faptul că mii de oameni și cai treceau prin același loc, transforma valea într-o mocirlă prin care se înainta foarte greu. Vremea și terenul au constituit avantaje pentru Ștefan, de care domnitorul a știut să se folosească. Deoarece otomanii nu puteau să-și dea seama ce oaste au în față, Ștefan a așezat de-a curmezișul văii câteva mii de oameni. Aceștia trebuiau să-i oprească pe otomani și să înceapă lupta. Dușmanul era foarte numeros și putea să aducă mereu oameni odihniți în luptă. Ștefan calculase ca în momentul în care oamenii lui aveau să dea semne de oboseală, de pe malul drept al Bârladului, din marginea pădurii, mai mulți oșteni trebuiau să dea semnalul de luptă sunând din trâmbițe și surle. Lucrurile s-au întâmplat așa cum a prevăzut domnul și, când au auzit otomanii trâmbițele și surlele, ei au crezut că vor fi atacați din partea aceea, astfel ca marea parte s-au îndreptat în acea direcție, găsind aici doar câțiva oșteni. În schimb pe malul stâng al Bârladului se afla grosul oștii lui Ștefan. Când turcii au întors spatele, atacând spre marginea pădurii, au fost izbiți năprasnic de armata moldovenească. Până să se dezmeticească otomanii, până să înțeleagă cine-i atacă și din ce parte, mulți dintre ei au fost uciși, iar cei care au scăpat s-au pus pe fugă, cu toată încercarea disperată a lui Suleiman Pașa de a-i opri. Până la Dunăre au fost urmăriți de moldoveni, hărțuiți și uciși o mare parte din ei.

Cronicarul polonez Ian Dlugosz, contemporan cu evenimentele:
„Căci toate șirurile dinainte în care în frunte erau și secui au fost zdrobite de turci, și amenința un mare pericol pînă cînd [Ștefan] personal se aruncă în mijlocul turcilor exaltați de bucuria victoriei, și cu puterea minunată a lui Dumnezeu a nimicit toate grupările turcești avînd abia 40.000 de luptători, între care cea mai mare parte erau țărani.”

Același cronicar polon a scris că: 
„foarte puțini turci și-au găsit mântuirea prin fugă, căci chiar și aceia care au fugit și au ajuns la Dunăre au fost uciși acolo de moldoveni, care aveau cai mai iuți, sau au fost înecați de valuri. Aproape toți prizonierii turci, afară de cei mai de frunte, au fost trași în țeapă. Cadavrele celor uciși le-a ars, iar câteva grămezi cu oasele lor se văd până astăzi și sînt mărturie veșnică a unei victorii atât de însemnate. Toată oastea lui - Ștefan cel Mare - s-a îmbogățit foarte tare din prada luată de la turci, aur, argint, purpură, cai și alte obiecte prețioase.”

Lupta de la Vaslui, Podul Înalt, a fost o victorie strălucită, care a dus faima domnului în Europa. Papa Sixt al IV-lea, numindu-l principele creștinătății, i-a scris lui Ștefan: 
„faptele tale săvârșite până acum cu înțelepciune și vitejie contra turcilor necredincioși, dușmanii noștri, au adus atâta celebritate numelui tău, încât ești în gura tuturor și ești de către toți foarte mult lăudat.”
 Același cronicar polon amintit mai sus, îl numește pe Ștefan un bărbat demn de admirat, la fel ca eroii pe care îi admiră lumea. După părerea acestuia, lui Ștefan ar trebui să i se dea stăpânirea lumii, el să fie conducătorul oștii pe care principii europeni ar trimite-o împotriva otomanilor, deoarece, în timp ce ceilalți principi trândăvesc și își petrec timpul în petreceri sau în lupte mărunte între ei, Ștefan este singurul care a obținut o victorie atât de strălucită împotriva unui dușman care părea de neînvins.
Cronicarul anonim scrie că au fost luate de la turci 40 de steaguri, în timp ce unele surse italiene și austriece indică pierderea de către turci a 45.000 de oameni, a 100 de steaguri, întreaga artilerie și capturarea a 4 comandanți. Cronicarul turc Sa's ed-Din chiar scrie că armata turcă a pierdut majoritatea oamenilor. Cronicarul Jan Stricovschii indică o cifră totală de 100.000 de morți. Căpeteniile de seamă prinse au fost lăsate în viață, dar au fost trimise ostatici la diferiți principi europeni. Singurul eliberat a fost fiul unei căpetenii, Isac (Sac) pașa.

În „Letopisețul de cînd s-a început, cu voia lui Dumnezeu, Țara Moldovei” (Letopisețul anonim al Moldovei), scris în slavonă în timpul domniilor lui Ștefan cel Mare și a fiului acestuia Bogdan al III-lea, citim despre marea victorie de la Vaslui: 
„În anul 6983 [1475] ianuarie 10, marți, a fost război la Vaslui cu puterile turcești și a biruit atunci Ștefan voievod, cu mila lui Dumnezeu și cu ajutorul lui Iisus Hristos, Fiul lui Dumnezeu cel viu, care s-a născut din Preacurata Fecioară spre mântuirea noastră. Și le-a dat Dumnezeu pe acele limbi necredincioase în ascuțișul sabiei și au căzut atunci mulțime mare, fără număr și au fost prinși vii mulți, fără număr, care de asemenea au fost tăiați, ci numai pe unul l-au lăsat viu, pe fiul lui Sac pașa. Și steagurile lor și cu schiptrele cele mari au fost luate, mai mult de 40 de schiptre. Și s-a întors Ștefan voievod cu toți oștenii lui ca un purtător de biruințe în cetatea sa de scaun a Sucevei și i-au ieșit în întâmpinare mitropoliții și preoții, purtând Sfânta Evanghelie în mâini și slujind și lăudând pe Dumnezeu pentru cele ce au fost ca dar de la cel Preaînalt și binecuvântând pe țar: „Să trăiască țarul”. Și a fost atunci veselie între oameni și la toate domniile dimprejur și la toți creștinii drept-credincioși, căci a biruit domnul limbile păgâne cu mâna robului său, Io Ștefan voievod. Și însuși Ștefan voievod a făcut atunci mare ospăț mitropoliților și vitejilor săi și tuturor boierilor săi, de la mare până la mic. Și a dăruit atunci multe daruri întregii lui oștiri și lăudând pe Dumnezeu pentru cele ce au fost.”
În textul original slavon scrie "Da jive(t) țari", ceea ce a fost tradus Să trăiască țarul!, cum și este de altfel redat în unele traduceri, în altele apare - împăratul, sau domnul!.

Ștefan a trimis regelui Ungariei și Principelui Poloniei mai multe steaguri din cele capturate de la turci, la fel și Papei de la Roma, ca semn al biruinței de la Vaslui, împreună cu o scrisoare: 
„Către coroana ungurească și către toate țările, în care va ajunge această scrisoare, sănătate. Noi, Ștefan voievod, din mila lui Dumnezeu domn al Țării Moldovei, mă închin cu prietenie vouă tuturor cărora le scriu, și vă doresc tot binele, și vă spun domniilor voastre că necredinciosul împărat al turcilor a fost de multă vreme și este încă pierzătorul întregii creștinătăți și, în fiece zi se gândește cum ar putea să supună și să nimicească toată creștinătatea. De aceea facem cunoscut domniilor voastre că pe la Boboteaza trecută, mai sus numitul turc (adică sultanul Mahomed) a trimis în țara noastră și împotriva noastră o mare oștire în număr de 120.000 de oameni, al cărei căpitan de frunte era Soliman Pașa. Auzind și văzând noi acestea, am luat sabia în mână, am mers împotriva dușmanilor creștinătății, i-am biruit și i-am călcat în picioare și pe toți i-am trecut sub ascuțișul sabiei noastre.”

Ștefan cel Mare nu ezită să ceară ajutor și să-i pună în gardă pe ceilalți principi europeni: 
„auzind despre aceasta, păgânul împărat al turcilor își puse în gând să-și răzbune și să vie, în luna lui mai, cu capul său și cu toată puterea sa împotriva noastră și să supună țara noastră, care e poarta creștinătății. Dar dacă această poartă, care e țara noastră, va fi pierdută, atunci toată creștinătatea va fi în mare primejdie. De aceea ne rugăm de domniile voastre să ne trimiteți pe căpitanii voștri într-ajutor împotriva dușmanilor creștinătății, până mai este vreme, fiindcă Turcul are acum mulți potrivnici, din toate părțile, care stau împotriva lui cu sabia în mână. Iar noi, din partea noastră, făgăduim pe credința noastră și cu jurământul domniei noastre că vom sta în picioare și ne vom lupta până la moarte pentru legea creștinească, noi cu capul nostru. Așa trebuie să faceți și voi, pe mare și pe uscat, după ce cu ajutorul lui Dumnezeu...noi i-am tăiat mâna cea dreaptă.”
Nobilii lituanieni au receptat mesajul lui Ștefan, cerând Principelui Poloniei să trimită ajutor (Lituania și Polonia formau atunci un singur regat), arătând că este mai bine să se lupte pentru apărarea vetrelor moldovenilor, decât pentru ale lor, dar regele polonez nu a luat nici o măsură de a-l sprijini. Matia Corvin, regele Ungariei, și-a asumat meritele, scriind principilor europeni că victoria de la Vaslui a fost obținută de Ștefan, „căpitanul său“. De asemenea, ca suzeran al Moldovei, a cerut acestora bani pentru a continua războiul. Astfel, papa Sixtus al IV-lea a trimis subsidii regelui Matia, iar domnitorului moldovean i-a trimis vorbe frumoase, deși solii lui Ștefan i-au explicat că acesta nu este supusul regelui Ungariei, ci stăpân deplin al țării și al poporului său. Vasalitatea lui Ștefan cel Mare față de regele Ungariei a fost de fapt acceptată de acesta într-adevăr în anul 1475, sub presiunea invaziei otomane, dar tratatul de fapt, ascuns sub termenii feudo-vasalici specifici, reprezenta în fapt un tratat de alianță, diferit de cel de vasalitate care exista până la conflictele moldo-ungare din perioada 1461-1467, încheiate cu înfrângerea lui Matia Corvin în Bătălia de la Baia.
La venirea primăverii, nici un principe european nu era pregătit să trimită ajutoare lui Ștefan. Campania de răspuns a lui Mehmed al II-lea pentru pierderea suferită la Vaslui a tatonat terenul prin ocuparea Caffei, cetatea negustorilor genovezi, și a altor cetăți din Crimeea, apoi atacarea Cetății Albe și a Chiliei. A urmat atacarea Mangopului, de unde provenea doamna lui Ștefan, Maria de Mangop, culminând la 27 iulie 1476 cu marea înfruntare de la Valea Albă, Războieni, una din cele mai mari bătălii ale epocii, cu un raport de 12.000 de moldoveni la peste 200.000 de turci, pierdută de moldoveni, dar fără ca Ștefan să fie supus.

## Podul Înalt - Ștefan cel Mare - Simboluri actuale ale Vasluiului
„Domn adevărat, viteaz, cuminte și iubitor de țară și neam. Într'însul găsise poporul românesc cea mai curată și mai deplină icoană a sufletului său”
Nicolae Iorga (Inscripție pe statuia lui Ștefan cel Mare din piața civică a orașului Vaslui)

Monumentul de la Podul Înalt

Amplasat la cca. 12 km sud de Vaslui, în localitatea Băcăoani, pe locul desfășurării celebrei bătălii a fost ridicat un măreț monument, reprezentându-l pe Ștefan cel Mare călare. De unii văzut ca loc de pelerinaj pentru încărcătura emoțională deosebită pe care o produce, înainte de anul 1989, la statuia lui Ștefan cel Mare de la Podul Înalt se organizau numeroase excursii și tot aici, ani de zile, școlarii cei mai buni la învățătură din județul Vaslui erau trecuți în rândul pionierilor. La baza monumentului se găseau și magazine cu obiecte de artizanat, cărți de istorie și broșuri, reproduceri după tablouri sau statui reprezentându-l pe Ștefan cel Mare, care însă după retrocedarea terenurilor localnicilor, au dispărut. Statuia ecvestră de la Podul Înalt este locul în care, an de an, este evocat spiritul Marelui Ștefan, spirit la picioarele căruia se închină și astăzi contemporanii noștri.
Numele Podul Înalt devenit un simbol pentru Vaslui, este folosit în mod obișnuit pentru reprezentările locale: Inspectoratul pentru Situații de Urgență Podul Înalt al județului Vaslui, Cupa Podul Înalt la șah, strada Podul Înalt din Vaslui, etc.

## Comemorări
- În anul 1975 a fost dezvelită statuia ecvestră a lui Ștefan cel Mare de la Podul Înalt din ansamblul monumental Podul Înalt, cu prilejul împlinirii a 500 de ani de la victoria moldovenilor conduși de Ștefan cel Mare. Statuia este amplasată pe un soclu înalt de 8 metri, îmbrăcat în marmură, la capătul unui lung șir de trepte, de asemenea învelite în marmură. Realizată din bronz, operă a sculptorului Mircea Ștefănescu, statuia are înălțimea de 6,90 metri, și o greutate de 19 tone. La baza ansamblului monumental se află două basoreliefuri, realizate de asemenea din bronz, prezentând una o scenă în care voievodul primește solia turcilor și cealată o scenă în care Ștefan se află în mijlocul oamenilor de rând.

- La 525 de ani, în Republica Moldova a fost emisă o monedă comemorativă de colecție, cu valoarea nominală de 100 lei, realizată la monetăria Cehiei, într-un tiraj de 1000 de exemplare, având gravată pe o față pe Ștefan cel Mare călare, cu sabia în mîna dreaptă și hățurile în stânga, un grup de cinci soldați moldoveni încleștați în luptă - sus, central se află steagul de luptă al domnitorului, pe care se află imaginea Sfântului Gheorghe omorând balaurul. Pe steagul original imaginea este încadrată de inscripția în slavonă: „Ca un izbăvitor al celor săraci și robiți folositor, neputincioșilor doctor, împăraților ajutor, purtătorule de biruință, mare mucenice Gheorghe, roagă pe Cristos Dumnezeu să mîntuiască sufletele noastre”.

- La celebrarea a 529 de ani de la desfășurarea bătăliei de la Podul Înalt, la 10 ianuarie 2004, la Vaslui s-a deschis oficial de către o delegație prezidențială condusă de președintele de atunci, Ion Iliescu, Anul Ștefan cel Mare și Sfânt cu prilejul împlinirii la 2 iulie a 500 de ani de la moartea voievodului.